# Tito Clodio Vibio Varo
Tito Clodio Vibio Varo (en latín Titus Clodius Vibius Varus) fue un senador romano del siglo II, que desarrolló su cursus honorum bajo los imperios de Adriano, Antonino Pío y, tal vez, Marco Aurelio.

## Familia y carrera política
Era hijo de Tito Vibio Varo, consul ordinarius en 134, bajo Adriano.
Su único cargo conocido fue el de consul ordinarius en 160, último año del imperio de Antonino Pío.